# Малюков, Андрей Игоревич
Андре́й И́горевич Малюко́в (6 января 1948, Новосибирск, РСФСР, СССР — 19 декабря 2021, Москва, Россия) — советский и российский кинорежиссёр, сценарист, кинопродюсер; народный артист Российской Федерации (2004), лауреат Государственной премии РСФСР имени братьев Васильевых (1980).

## Биография
Андрей Малюков родился 6 января 1948 года в Новосибирске в семье Нины Макаровой; родной племянник актрисы Инны Макаровой.
В 1961—1966 годы — актёр и режиссёр Народного театра-студии «Юность» в Новосибирске.
В 1971 году окончил режиссёрский факультет ВГИКа (мастерская Е. Дзигана).
После ВГИКа Андрей работал ассистентом режиссёра Юрия Озерова на съёмках киноэпопеи «Освобождение», также он был вторым режиссёром на советско-чехословацкой картине «Соло для слона с оркестром».
С 1974 года — режиссёр-постановщик киностудии «Мосфильм». Его дебютный полнометражный фильм «В зоне особого внимания» 1977 года был отмечен Серебряной медалью имени А. Довженко и Государственной премией РСФСР имени братьев Васильевых. В 1981 году Андрей Малюков снял один из первых советских фильмов-катастроф «34-й скорый».
С конца 1990-х годов режиссёр активно работал на телевидении, снял телесериалы «Империя под ударом», «Спецназ», «Диверсант», «Грозовые ворота», «Побег» и другие. Консультантом батальных сцен в фильмах Малюкова был его близкий друг, генерал-майор ГРУ в отставке Анатолий Мещеряков.
В 2008 году Андрей Малюков снял фильм «Мы из будущего», вызвавший полемику в прессе и собравший 1,25 млн зрителей.
Был президентом «Студии „Ренессанс“».

### Смерть
Умер 19 декабря 2021 года на 74-м году жизни в Москве от последствий коронавируса. Похоронен на Троекуровском кладбище.

### Семья
- Отец — Игорь Михайлович Малюков, художник.
- Мать — Нина Владимировна Макарова (1924—2011), писательница и литературный редактор.
- Тётя по матери — Инна Владимировна Макарова (1926—2020), актриса, народная артистка СССР.
- Двоюродная сестра — Наталья Бондарчук, киноактриса, кинорежиссёр, сценарист и продюсер, заслуженная артистка РСФСР, заслуженный деятель искусств РФ.

### Личная жизнь
- Первая жена — Марина Малюкова. 
  - сын Кирилл.
- Вторая жена — Оксана Лукьянова, дочь актёров Клары Лучко и Сергея Лукьянова.
- Третья жена — Елена Вашуркина, продюсер.

## Режиссёрские работы

### Короткометражные фильмы
- 1971 — Возвращение катера — короткометражный, дипломная работа

### Полнометражные фильмы
- 1977 — В зоне особого внимания
- 1979 — Безответная любовь
- 1981 — 34-й скорый
- 1988 — Верными останемся
- 1989 — Делай — раз!
- 1991 — Бабочки
- 1991 — Любовь на острове смерти
- 1993 — Маленькие человечки Большевистского переулка, или Хочу пива
- 1995 — Я — русский солдат
- 2002 — Дурная привычка
- 2008 — Мы из будущего
- 2012 — Матч

### Телесериалы
- 2000 — Империя под ударом (1, 2, 4, 7, 8, 9, 12 серии)
- 2002 — Спецназ
- 2003 — Спецназ 2
- 2004 — Диверсант
- 2006 — Грозовые ворота
- 2010 — Побег (первый сезон)
- 2012 — Мосгаз
- 2014 — Куприн (Фильм третий «Куприн. Поединок»)
- 2014 — Григорий Р.
- 2018 — Остаться в живых
- 2019 — Входя в дом, оглянись

### Прочее
- 1971 — Освобождение — ассистент режиссёра
- 1975 — Соло для слона с оркестром — второй режиссёр
- 1991 — Люми — художественный руководитель
- 2008 — Братья-детективы — креативный продюсер
- 2018 — Собибор — художественный руководитель

## Призы и награды
- 1977 — Главный приз за режиссуру на фестивале молодых кинематографистов киностудии «Мосфильм» за фильм «В зоне особого внимания».
- 1978 — Главный приз фильму «В зоне особого внимания» на фестивале молодых кинематографистов Москвы, посвящённом 60-летию комсомола.
- 1980 — Государственная премия РСФСР имени братьев Васильевых — за фильм «В зоне особого внимания».
- 1980 — Серебряная медаль имени А. Довженко за фильм «В зоне особого внимания».
- 1994 — Сан-Рафаэль (Франция). Приз за режиссуру «Серебряный парус» за фильм «Маленькие человечки Большевистского переулка, или Хочу пива».
- 1996 — за фильм «Я — русский солдат» — Большой специальный приз на кинофестивале «Золотой витязь» в Минске.
- 1998 — Заслуженный деятель искусств Российской Федерации (21 сентября 1998 года) — за заслуги в области искусства[7].
- 2002 — премия «Золотой орёл» в номинации «Лучший мини-сериал (не более 10 серий)» — «Спецназ».
- 2004 — Народный артист Российской Федерации (5 ноября 2004 года) — за большие заслуги в области искусства[1].
- 2006 — Гран-при «Золотой витязь» за телесериал «Грозовые ворота».
- 2006 — «ТЭФИ» в номинации «Телевизионный художественный фильм, мини-сериал» за телесериал «Грозовые ворота»[8].
- 2007 — «Легенда кинематографа ВДВ и спецназа» на кинофестивале «Десант-2007».
- 2008 — МКФ «Золотой бриг» (Украина) Лучшая режиссёрская работа (фильм «Мы из будущего»).
- 2010 — Орден Почёта (29 июня 2010 года) — за заслуги в развитии отечественной культуры и искусства, многолетнюю плодотворную деятельность[9].
- 2011 — премия «Золотой орёл» в номинации «Лучший телевизионный сериал (более 10 серий)» — «Побег».
- 2014 — премия «Золотой орёл» За лучший телефильм или мини-сериал (до 10 серий включительно) — «Мосгаз».
- 2018 — Орден Дружбы (24 июля 2018 года) — за заслуги в развитии отечественной культуры и искусства, средств массовой информации, многолетнюю плодотворную деятельность[10].